# Ernest räddar julen
Ernest räddar julen (originaltitel: Ernest Saves Christmas) är en amerikansk långfilm från 1988 som regisserades av John R. Cherry III.

## Handling
Ernest P. Worrell är en klantig men välmenande man som försöker hjälpa Jultomten med ett väldigt viktigt uppdrag. Om han misslyckas, så innebär det att det inte blir någon jul.

## Rollista i urval
- Jim Varney - Ernest P. Worrell
- Douglas Seale - Jultomten
- Oliver Clark - Joe Carruthers
- Noelle Parker - Harmony
- Billie Bird - Mary Morrissey